# 하쿠산역 (니가타현)
하쿠산역(일본어: 白山駅)은 일본 니가타현 니가타시 주오구에 위치한 동일본 여객철도 에치고선의 철도역이다. 단선 · 섬식의 형태를 합친 2면 3선 구조의 복합 승강장을 갖춘 지상역이다.

## 타는 곳
| 1 · 2 | ■ 에치고선 | 하행 | 니가타 방면 ■ 신에쓰 본선 · ■ 하쿠신 선 직통 운행 있음         |
| 3 · 4 | ■ 에치고선 | 상행 | 세키야 · 우치노 · 에치고소네 · 마키 · 요시다 · 가시와자키 방면 |

## 이용 현황
| 승차 인원 추이 | 승차 인원 추이 |
| 연도           | 1일 평균       |
| -------------- | -------------- |
| 1981           | 5,616          |
| 1991           | 11,308         |
| 2000           | 6,004          |
| 2001           | 5,947          |
| 2002           | 5,980          |
| 2003           | 6,010          |
| 2004           | 5,423          |
| 2005           | 5,267          |
| 2006           | 5,121          |
| 2007           | 5,176          |
| 2008           | 5,275          |
| 2009           | 5,292          |
| 2010           | 5,363          |
| 2011           | 5,147          |
| 2012           | 5,112          |
| 2013           | 5,371          |
| 2014           | 5,241          |
| 2015           | 5,437          |

## 역 주변
- 니가타 시청 · 주오 구청
- 니가타 현 보건 위생 센터 본관
- 니가타 대학 의과부 · 치과부 · 치의과 종합병원
- 니가타 지방 재판소 · 가정 재판소 · 소년 재판소
- NHK 니가타 방송국
- 니가타 방송
- 공익 사단 법인 니가타 현 간호협회
- 니가타 현 니가타 지역 진흥국

## 인접 역
| 동일본 여객철도 에치고선 | 동일본 여객철도 에치고선 | 동일본 여객철도 에치고선 |
| ------------------------ | ------------------------ | ------------------------ |
| 세키야 가시와자키 방면   | ■ 에치고선               | 가미토코로 니가타 방면   |